# Бурунді на літніх Олімпійських іграх 2016

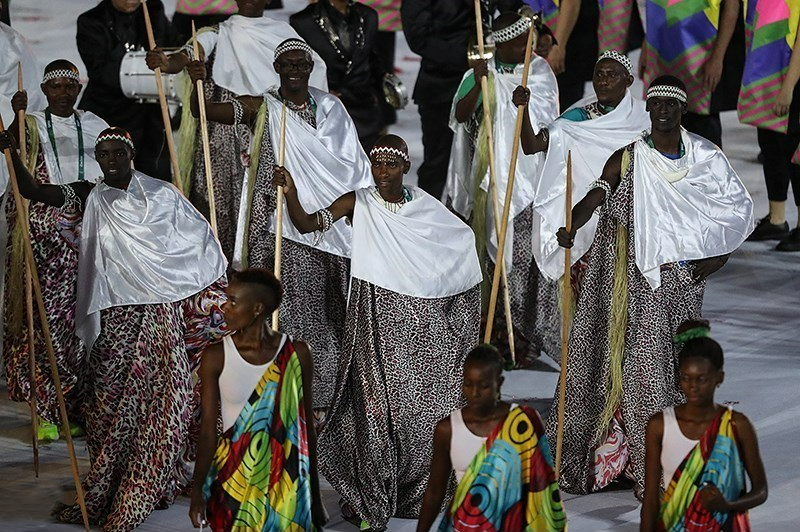
Делегація Бурунді на церемонії відкриття.

Бурунді на літніх Олімпійських іграх 2016 представляли 9 спортсменів у 3 видах спорту. Вони вибороли одну срібну медаль, першу в історії країни з 1996 року.  

## Медалісти
| Медалі | Спортсмени        | Вид спорту     | Дисципліна   | Дата      |
| ------ | ----------------- | -------------- | ------------ | --------- |
| Срібло | Франсін Нійонсаба | Легка атлетика | жінки, 800 м | 20 серпня |

## Спортсмени
| Дисципліна     | Чоловіки | Жінки | Разом |
| -------------- | -------- | ----- | ----- |
| Легка атлетика | 4        | 2     | 6     |
| Дзюдо          | 0        | 1     | 1     |
| Плавання       | 1        | 1     | 2     |
| Разом          | 5        | 4     | 9     |

## Легка атлетика
Легенда
- Note – для трекових дисциплін місце вказане лише для забігу, в якому взяв участь спортсмен
- Q = пройшов у наступне коло напряму
- q = пройшов у наступне коло за добором (для трекових дисциплін - найшвидші часи серед тих, хто не пройшов напряму; для технічних дисциплін - увійшов до визначеної кількості фіналістів за місцем якщо напряму пройшло менше спортсменів, ніж визначена кількість)
- NR = Національний рекорд
- N/A = Коло відсутнє у цій дисципліні
- Bye = спортсменові не потрібно змагатися у цьому колі

Трекові і шосейні дисципліни
| Спортсмен            | Дисципліна                     | Попередній забіг | Попередній забіг | Півфінал        | Півфінал        | Фінал           | Фінал           |
| Спортсмен            | Дисципліна                     | Результат        | Місце            | Результат       | Місце           | Результат       | Місце           |
| -------------------- | ------------------------------ | ---------------- | ---------------- | --------------- | --------------- | --------------- | --------------- |
| Антуан Гакеме        | біг на 800 метрів (чоловіки)   | 1:47.46          | 6                | Завершив виступ | Завершив виступ | Завершив виступ | Завершив виступ |
| Олівє Ірабарута      | біг на 5000 метрів (чоловіки)  | 13:44.08         | 17               | Н/Д             | Н/Д             | Завершив виступ | Завершив виступ |
| Олівє Ірабарута      | біг на 10000 метрів (чоловіки) | Н/Д              | Н/Д              | Н/Д             | Н/Д             | 28:32.75        | 27              |
| Селестен Нюрімбере   | марафонський біг (чоловіки)    | Н/Д              | Н/Д              | Н/Д             | Н/Д             | 2:29:38         | 115             |
| Абрахам Нійонкуру    | марафонський біг (чоловіки)    | Н/Д              | Н/Д              | Н/Д             | Н/Д             | DNF             | DNF             |
| Франсін Нійонсаба    | біг на 800 метрів (жінки)      | 1:59.84          | 1 Q              | 1:59.59         | 2 Q             | 1:56.49         | 2               |
| Діане Нукурі-Джонсон | Жінки's 10,000 м               | Н/Д              | Н/Д              | Н/Д             | Н/Д             | 31:28.69 NR     | 13              |

## Дзюдо
| Спортсмен          | Категорія        | 1/16 фіналу           | 1/8 фіналу         | Чвертьфінали       | Півфінали          | Втішний поєдинок   | Фінал / БМ         | Фінал / БМ       |
| Спортсмен          | Категорія        | Суперник Результат    | Суперник Результат | Суперник Результат | Суперник Результат | Суперник Результат | Суперник Результат | Місце            |
| ------------------ | ---------------- | --------------------- | ------------------ | ------------------ | ------------------ | ------------------ | ------------------ | ---------------- |
| Антуанетта Гасонго | до 52 кг (жінки) | Рамуш (POR) L 000–102 | Завершила виступ   | Завершила виступ   | Завершила виступ   | Завершила виступ   | Завершила виступ   | Завершила виступ |

## Плавання
| Спортсмен           | Дисципліна                          | Попередній заплив | Попередній заплив | Півфінал         | Півфінал         | Фінал            | Фінал            |
| Спортсмен           | Дисципліна                          | Час               | Місце             | Час              | Місце            | Час              | Місце            |
| ------------------- | ----------------------------------- | ----------------- | ----------------- | ---------------- | ---------------- | ---------------- | ---------------- |
| Біллі-Скотт Іракозе | 50 метрів вільним стилем (чоловіки) | 26.36             | 66                | Завершив виступ  | Завершив виступ  | Завершив виступ  | Завершив виступ  |
| Елсі Увамахоро      | 50 метрів вільним стилем (жінки)    | 33.70             | 80                | Завершила виступ | Завершила виступ | Завершила виступ | Завершила виступ |